# Cold Case
Cold Case (Caso abierto en España) es una serie de televisión estadounidense emitida entre 2003 y 2010, por la cadena CBS. Es protagonizada por Kathryn Morris, como la detective de homicidios de Filadelfia Lilly Rush. No es una serie tradicional, pues no investiga delitos actuales, sino homicidios que se han cerrado por falta de pruebas y de los que nunca se encontró al culpable.
Fue creada por Meredith Stiehm y producida por Jerry Bruckheimer, famoso por series televisivas como CSI o Sin rastro y por películas como La roca o Piratas del Caribe.
El 18 de mayo de 2010, tras el final de la séptima temporada (emitido el 2 de mayo anterior), CBS anunció la cancelación de la serie.

## Argumento
Lilly Rush (Kathryn Morris), una bella, elegante y joven detective del Departamento de Homicidios de la Policía de Filadelfia, inspirada por John Stillman (interpretado por John Finn), el veterano teniente del departamento, inicia su carrera siguiendo casos de años anteriores en momentos que aparecen nuevas pruebas o testigos que puedan ayudar a dilucidar los casos que otros policías no pudieron concluir.
La fuerte personalidad de la protagonista hace que tenga frecuentes y fuertes encuentros con algunos de los sospechosos, que ponen en peligro su propia seguridad. Cuando Rush se encuentra en un callejón sin salida, siempre busca consejo en su respetado mentor, el teniente John Stillman.
También en este equipo que investiga los "casos abiertos" están el detective Scotty Valens (Danny Pino), el mayor confidente e incondicional  compañero de Lilly, al cual puede pedirle ayuda cada vez que la necesite, el detective Will Jeffries (Thom Barry), quien lleva tanto tiempo en la brigada que sirve para que Lilly tenga un enlace directo con el pasado y sea una gran fuente de información, ya que conoce casi todos los crímenes que esta brigada debe investigar; y el detective Nick Vera (Jeremy Ratchford), un duro policía que es considerado como el hombre ideal para arrancar una confesión del sospechoso.
Rush, que en un principio no estaba muy contenta de su nueva responsabilidad en esta investigación de los casos sin resolver, finalmente ve en ellos una oportunidad de darle un importante giro a su carrera, así que decide comprometerse con este nuevo trabajo y asegurarse de que las víctimas de crímenes pasados no sean olvidadas y pueda hacerse justicia con hechos que mucha gente había aprendido a olvidar.
En el último episodio de la séptima temporada (y de la serie) Lilly y Scotty tienen una discusión por causa de Christina, la hermana de Rush.

## Reparto
| Actor            | Personaje          | Descripción |
| ---------------- | ------------------ | --- |
| Kathryn Morris   | Det. Lilly Rush    | Detective a la que se le asignan los 'casos abiertos' del departamento de policía de Filadelfia, investigando así los homicidios nunca resueltos. Se llevaba mal con su madre Ellen Rush, una alcohólica fallecida al negarse a renunciar a la bebida. Sus relaciones con los otros miembros de su familia tampoco eran buenas. Su padre, Paul Cooper, la abandonó cuando era niña y su hermana Christina se acostó con Patrick, el prometido de Lilly. Ella utiliza el apellido materno (Rush) en lugar del de su padre (Cooper). Lilly tuvo varias relaciones sentimentales pero todas ellas fracasaron. En la cuarta temporada, muere su madre Ellen a consecuencia del alcoholismo y la comida chatarra. En el episodio final de esa temporada, Lilly fue herida gravemente por un desquiciado que estaba obsesionado con una chica que no le correspondía y a la que mantuvo como rehén. En la sexta temporada, Lilly se reencuentra con su padre Paul Cooper. En la temporada siete, ambos se reconcilian y Lilly conoce a Celeste, la segunda esposa de su padre y al hijo de ambos, Finn. |
| Jeremy Ratchford | Det. Nick Vera     | Es un duro policía considerado como el hombre ideal para conseguir la confesión de un sospechoso. Su abuelo materno era un inmigrante ruso. Nick ha padecido problemas de salud debido al alcoholismo. En la tercera temporada fue abandonado por su mujer, Julie, con la cual no le fue posible tener hijos. Tuvo una novia en su adolescencia llamada Megan Easton a la que nunca pudo olvidar, aunque mantuvo romances con varias otras mujeres luego de haberse separado de su esposa. En la segunda temporada, Vera y sus compañeros resuelven el asesinato de Sloane Easton, hermana de Megan, ocurrido diez años antes. En la cuarta y quinta temporada, Nick mantuvo un romance con una enfermera llamada Toni Halstead, la cual es madre de un adolescente llamado Andre del que Nick quiso ejercer como padre sustituto. Los problemas en la pareja comenzaron cuando Toni y Vera se fueron a vivir juntos y, finalmente, se separaron. En la temporada siete, Nick y Megan vuelven a estar juntos, luego de que ella se separara de su marido infiel. |
| Danny Pino       | Det. Scotty Valens | Hijo de padre cubano y madre puertorriqueña, Scotty es el confidente e incondicional compañero de Lilly, dispuesto a prestarle su ayuda cada vez que ella lo necesite. Entre ambos existía un vínculo muy especial que, en ocasiones, parecía ir más alla de un mero sentimiento de amistad y compañerismo. Así, frecuentemente, Valens mostraba desaprobación y antipatía (sin motivo aparente) por los hombres que mantenían relaciones sentimentales con Lilly. A Scotty le encantan los coches veloces, la cerveza y la comida chatarra. Le apasiona su trabajo, suele fumar habanos y le gusta alardear de tener romances con distintas chicas. Es arrogante hasta el punto de mostrarse, en ocasiones, un tanto grosero con las personas a las que interroga. En 1998, actuó como agente encubierto con el alias de Álvaro en una investigación por drogas. Entonces conoce a Ana Castilla, la cual trabajaba como "mula" para transportar las drogas. Ella se dio cuenta de que Scotty no era quien decía ser. Él comienza a sentir algo especial por Ana pero ella lo rechaza ya que Valens le dijo que tenía una novia (Elisa), la cual quería casarse pero él no. Ana aconsejó a Scotty que tome más seriamente su relación con Elisa. Aunque Valens quiso proteger a Ana dándole su número de teléfono por si necesitaba ayuda (algo que su jefe le recriminó como un error de su parte), la joven fue asesinada poco después. Ocho años más tarde, Scotty capturó a los asesinos de Ana y a su jefe Ramiro. Elisa, su novia de la juventud que aparece en las primeras temporadas y a la cual Scotty había sido infiel, era una joven que padecía esquizofrenia. Valens quiso ayudarla pero, al percatarse que la enfermedad de ella era incurable, la abandonó por lo cual Elisa se suicidó tirándose desde un puente y haciendo que él sintiera una profunda culpa durante mucho tiempo. Poco después de la muerte de Elisa, Scotty comenzó una relación con Christina Rush, la cual se le había insinuado anteriormente. Ella era hermana de Lilly pero ambas se llevaban muy mal. Christina fue a vivir al departamento de Valens aunque Lilly desaprobaba el idilio entre ambos. Más tarde, Christina huyó ilegalmente tras ser acusada de fraude. Posteriormente, se incorpora a la unidad de homicidios la detective Josie Sutton, de quien se sospechaba haber tenido un romance con su exsuperior, el sargento White, lo cual era falso. Scotty se mostraba muy interesado en salir con ella pero Josie lo rechaza y pide ser transferida, con el fin de evitarse más problemas. Valens tuvo otras relaciones amorosas. En la cuarta temporada conoce a la abogada Alexandra Thomas debido a un caso de pedofilia que involucraba a Mike Valens (el hermano mayor de Scotty), el cual fue abusado cuando era niño. En la quinta temporada, Scotty mantuvo un apasionado romance con Alexandra, en un principio secreto, aunque luego Scotty quiso que la relación saliera a la luz pero la abogada no estaba interesada en eso. Tampoco congeniaban en la manera de encarar los casos y, por eso, terminaron. Posteriormente, Scotty tuvo un breve romance con Frankie Rafferty, una técnica de laboratorio que tenía un marido celoso, el cual atacó a Valens. Ella decide regresar con su esposo a fin de salvar su matrimonio. Meses después se separa y pretende volver con Scotty pero este la rechaza cansado de esa relación de "idas y vueltas". En la temporada 7, Valens se entera de que su querida madre fue violada y atrapa al culpable, un hombre llamado Jimmy Mota pero, al enterarse de que la condena de este era muy corta y que pronto saldría en libertad, Scotty se encarga de que no pueda dañar a nadie nunca más. En el episodio final de la serie, Valens ayuda a Lilly a rescatar a Christina quien estaba secuestrada a manos de su novio. |
| John Finn        | Ten. John Stillman | Veterano de la guerra de Vietnam y teniente del departamento de policía, es la persona a quien Lilly acude siempre cuando se encuentra en un callejón sin salida, buscando el consejo de su respetado mentor. Es un jefe estricto pero, a su vez, comprensivo y protector con sus subordinados. Desde muy joven fue admirador de la actriz italiana Sophia Loren, por lo cual, Jeffries le dio como regalo una foto de la estrella luciendo un insinuante vestido rojo. Aunque profesa el catolicismo y su hermano mayor es sacerdote, Stillman es divorciado y tiene una hija y un nieto. Un affaire con su excolega Diane Yates, puso fin a su matrimonio con su esposa Rita. En la temporada siete, vuelve a encontrarse con Diane cuando ambos investigan el antiguo asesinato de un joven llamado Barry Jensen, muy cercano a ella. Luego de resolver el caso, la madre de Yates sufre un accidente cerebrovascular y fallece y Stillman la consuela. |
| Thom Barry       | Det. Will Jeffries | Lleva bastante tiempo en la brigada y es una gran fuente de información en las investigaciones. Por lo general, se muestra sereno y aplomado. Mantuvo un romance con una cantante llamada Lena. Tiene una hermana menor y un sobrino llamado Leonard. En el pasado Mary, la esposa de Jeffries, fue atropellada y muerta por un camión que se dio a la fuga, lo que le significó el gran dolor de su vida. Años después de la tragedia, Will encuentra al camionero en un bar, lo arrastra afuera del lugar, le apunta a la cabeza con su pistola y le dice que no tiene derecho a vivir pero se da cuenta de que esa no es la forma correcta de actuar. Entonces lo deja y se va del lugar. En la sexta temporada, Jeffries fue herido gravemente durante un asalto en el negocio de un amigo suyo pero logró recuperarse y sus compañeros capturaron al agresor. |
| Tracie Thoms     | Det. Kat Miller    | Nuevo miembro del grupo que se incorporó en la 3.ª temporada y que antes pertenecía a la Brigada Antivicio. Antes de entrar en homicidios le dispararon, hiriéndola en una pierna, razón por la que el teniente Stillman la conocía. Tiene una hija llamada Veronica, cuyo padre es un expandillero. Miller es una madre dedicada. Mantuvo un romance con el fiscal Curtis Bell. |
| Justin Chambers  | Det. Chris Lassing | Fue el primer compañero de Lilly en la 1.ª temporada, se sabe que tenía diabetes, por esa razón fue transferido a otro departamento de policía; a diferencia de Lilly, Chris no se preocupaba mucho por los casos no resueltos. |
| Sarah Brown      | Det. Josie Sutton  | Fue una detective que ayudó en algunos casos al equipo en la 3.ª temporada, su padre también fue policía pero murió cuando ella era pequeña; fue transferida al departamento de homicidios porque hubo rumores de que ella mantenía una relación con su antiguo jefe. Ese incidente marcó su reputación e hizo que el equipo no confiara mucho en ella (en especial Vera). Luego se supo que no era cierto que saliera con su exjefe. Scotty intentó seducirla pero ella lo rechazó y pidió su traslado, dejando de formar parte del equipo. |

## Episodios
| Temporada | Temporada | Episodios | Episodios | Emisión original         | Emisión original   |
| Temporada | Temporada | Episodios | Episodios | Primera emisión          | Última emisión     |
| --------- | --------- | --------- | --------- | ------------------------ | ------------------ |
|           | 1         | 23        | 23        | 28 de septiembre de 2003 | 23 de mayo de 2004 |
|           | 2         | 23        | 23        | 3 de octubre de 2004     | 22 de mayo de 2005 |
|           | 3         | 23        | 23        | 25 de septiembre de 2005 | 21 de mayo de 2006 |
|           | 4         | 24        | 24        | 24 de septiembre de 2006 | 6 de mayo de 2007  |
|           | 5         | 18        | 18        | 23 de septiembre de 2007 | 4 de mayo de 2008  |
|           | 6         | 23        | 23        | 28 de septiembre de 2008 | 10 de mayo de 2009 |
|           | 7         | 22        | 22        | 27 de septiembre de 2009 | 2 de mayo de 2010  |

## Premios

### Ganados
- Mejor Música de Películas y Televisión: Michael A. Levine: ASCAP Awards 2004.
- Mejor Música de Películas y Televisión: Michael A. Levine; ASCAP Awards 2005.
- Mejor Episodio Individual, por "Boy in the Box (Cap.14)", GLAAD Awards 2004.
- Premio Dirección de Serie Dramática TV; Paris Barclay; Image Awards 2006.
- Mejor Episodio Individual, por "A Perfect Day (Cap.55)" GLAAD Awards 2006.

### Nominaciones
- Excepcional Logro en Series de TV; Eric Schmidt; Sociedad Americana de Cinematografía 2004.
- Mejor Episodio Individual, por “Best Friends (Cap.45)”, GLAAD Awards 2005.
- Premio a la Excelencia en Diseño de Producción; Corey Kaplan y Sandy Getzler; Gremio de Directores de Arte Awards 2005.
- Premio a Mejor Diseño de Vestuario; Patia Prouty, CDG Awards 2005.
- Dirección Artística de Series de TV; Corey Kaplan, Sandy Getzler y Timothy Stepect, Emmy Awards 2005.
- Premio a Mejor Diseño de Vestuario; Patia Prouty, CDG Awards 2006.

## Emisión internacional
- En toda Latinoamérica se emite por el canal de cable Warner Channel.
  - En Argentina es emitida por el canal de cable TNT Series.
  - En Chile se emitió por la señal abierta de Televisión Nacional de Chile.
  - En Colombia se transmite por el canal de cable Warner Channel.
  - En Perú se emite en el canal de cable Warner Channel.
  - En Uruguay por Saeta TV Canal 10, además del canal de cable Warner Channel.
  - En Venezuela por Televen, además del canal de cable Warner Channel.
  - En Paraguay por Latele, además del canal de cable Warner Channel.
  - En República Dominicana se transmite por el canal Color Visión, además del canal de cable Warner Channel.
  - En Guatemala por Canal 9, además del canal de cable Warner Channel.
- En España se emite a través de Factoría de Ficción, La Sexta y los canales de pago Fox España, Divinity, Energy y posteriormente por FOX Life.

## Adaptaciones extranjeras
- Rusia: Bez sroka davnosti (en ruso: Без срока давности, «Sin vencimiento de términos») (STV/REN TV, 2012-2013, protagonizada por Ekaterina Yudina)
- Japón: Cold Case: Shinjitsu no tobira (コールドケース 〜真実の扉〜?   «Cold Case: la puerta hacia la verdad») (WOWOW Prime, 2016-presente —2 temporadas emitidas, una programada—, protagonizada por Yō Yoshida).